# Said Belqola
Said Belqola (arab. سعيد بلقولة, ur. 30 sierpnia 1956 w Tiflecie, zm. 15 czerwca 2002 w Rabacie) – były marokański sędzia piłkarski, znany z sędziowania finałowego meczu Mistrzostw Świata 1998 pomiędzy Brazylią a Francją (0:3), będąc tym samym pierwszym afrykańskim sędzią prowadzącym mecz finałowy Mundialu.

## Życiorys
Belqola karierę międzynarodową rozpoczął w 1993 roku prowadząc mecze rozgrywek klubowych w Afryce. Był sędzią m.in. meczów Mistrzostw Świata U-17 w Piłce Nożnej 1995 rozgrywanych w Ekwadorze, Pucharu Narodów Afryki 1996 rozgrywanych w Południowej Afryce. Prowadził mecz otwarcia pomiędzy RPA a Kamerunem, wygrany przez Nieposkromione Lwy (3:0). Sędziował również mecze Pucharu Narodów Afryki 1998 rozgrywanych w Burkina Faso. Łącznie w Pucharze Narodów Afryki sędziował w 4 meczach.
W roku 1998 znalazł w gronie arbitrów mających sędziować mecze Mistrzostwach Świata we Francji. Zadebiutował 15 czerwca 1998 roku na Parc des Princes prowadząc mecz Niemców z USA (2:0), następnie 26 czerwca mecz Argentyny a Chorwacją (1:0) i 12 lipca b.r. finałowy mecz pomiędzy Brazylią a Francją (0:3). W tym meczu w wyniku dwóch żółtych kartek pokazał w konsekwencji czerwoną kartkę francuskiemu obrońcy Marcelowi Desailly'emu.
Belqola urodził się Tiflecie i pracował Fezie jako urzędnik państwowy i celnik.
Belqola zmarł 15 czerwca 2002 w szpitalu wojskowowym im. Muhammada V w Rabacie po długiej walce z rakiem. Został pochowany w Tiflecie.

## Kariera sędziowska
- 1979–1992 : Botola
- 1993–2002 : sędzia międzynarodowy
- 1999–2001 : konsultant w JFA
- 1999–2002 : członek Centralnej Komisji Arbitrażowej w FRMF